# 八幡愚童訓
八幡愚童訓，是鎌倉時代中後期敍述八幡神靈驗神德與石清水八幡宮的缘起的文件。
此文件也是記錄蒙古襲來的重要文件。

## 作者
作者不明，可能是石清水八幡宮社僧。

## 甲種・乙種
甲種分一與二類，是記錄史上異敵降伏事蹟，文永之役，弘安之役及蒙古退兵的奇瑞。

## 乙種本
乙種本説八幡大菩薩神德與阿彌陀佛信仰緣起。

## 関連項目
- 元寇
- 『蒙古襲来繪詞』
- 八幡神
- 石清水八幡宮
- 筥崎八幡宮